# Soulèvement du monastère des Solovki

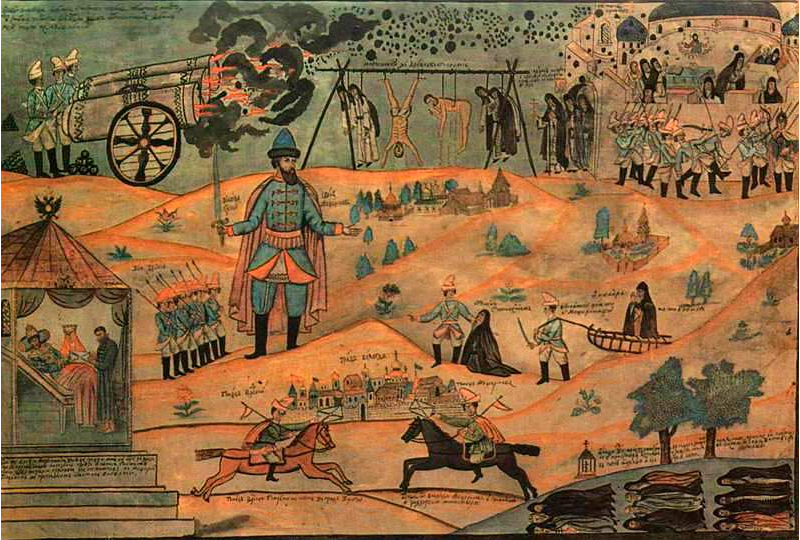
Représentation du siège du monastère des Solovki

Le  soulèvement du monastère des Solovki (en russe : Соловецкое восстание) fut un soulèvement de moines orthodoxes vieux-croyants russes hostiles à la politique du tsar et autocrate Alexis Ier et aux réformes de l'Église orthodoxe de Russie du patriarche Nikon.
Le monastère des Solovki resta assiégé par les troupes impériales de 1668 à 1676.